# Jacarilla
Jacarilla is een gemeente in het zuidelijke deel van de Spaanse provincie Alicante in de regio Valencia met een oppervlakte van ruim 12 km². Het dorpje ligt in de Vega Baja, vlak bij de eeuwenoude bisschopsstad Orihuela. De meeste inwoners leven traditioneel van de opbrengst van omringende citrusplantages. Ook een aantal kleine zelfstandigen met onder andere textielproducerende bedrijfjes vind je er. Jacarilla heeft twee restaurants en acht cafés.

## Geschiedenis

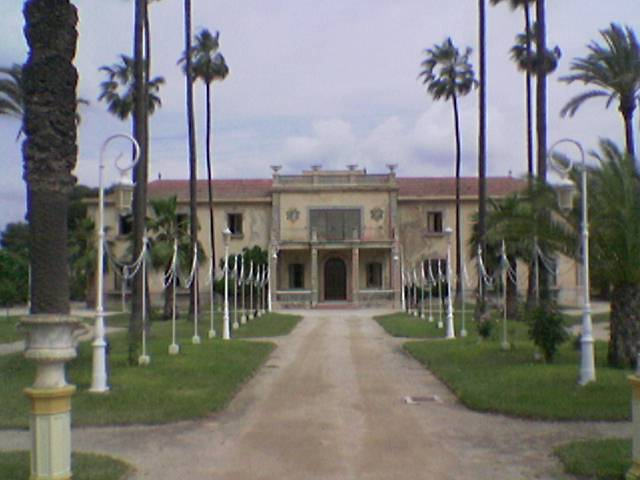
Het paleis van de Markies van Fontalba

Jacarilla heeft een geschiedenis die teruggaat naar de zesde eeuw voor Christus, toen op het Iberische Schiereiland op de plaats van het huidige Jacarilla ondernemingen werden gevestigd. De naam Jacarilla dankt zijn oorsprong uit middeleeuwse liederen over de heldendaden van ridders in de oorlog tegen de plunderende Moren. Oorspronkelijk heette de nederzetting Sakariskera, hetgeen "de plek waar de rivier stopt" betekent. Daarna is het van Topónimo via Xacariella, Hacarilla en ten slotte tot Jacarilla geëvolueerd.
Het was Don Bartolomé Togores, een afstammeling van koning Jacobus I van Aragón, die Heer van Jacarilla werd in de vijftiende eeuw en die deze nederzetting op de kaart zette. In de 17e eeuw verkreeg Jacarilla onafhankelijkheid van Orihuela. Door diverse huwelijken en erfenissen is een zekere Francisco Sandoval Melgares in de 19e eeuw "eigenaar" geworden van het gebied. Toen Melgares in 1899 stierf werd het land verdeeld onder zijn vier kinderen: Alfonso, Ángeles, Rosario (Rozentuin) en Sandoval. Sandoval, een edelman die het grootste deel bezat dat ook de dorpskern bevatte, verkocht in 1915 zijn deel (ruim 850 hectare) aan zijn goede vriend, de Markies van Fontalba voor een miljoen peseta's. Sandoval stierf datzelfde jaar.
Deze Markies bleek tamelijk aristocratisch en liet dit goed merken. Hij liet een statig paleis bouwen met 28 slaapkamers omgeven door 20.000 m² exotische tuinen met palmbomen, hibiscus en jacarandabomen. Enkele tropische vogels zijn nog overgebleven en geven het geheel een koloniale sfeer. Ook liet de Markies een gotische kerk bouwen met een privécabine en het gebouw voor de tegenwoordige Guardia Civil (de burgerwacht).
De erfgenaam van de Markies, (die ook de hertog van Cuba was) had geen interesse meer in het dorp noch in de plantageopbrengst en droeg in 1947 het gebied over aan de 240 inwoners toentertijd, omdat zij er tot dan als pachters hard voor gewerkt hadden. Er was een bedrag van zeven miljoen peseta's mee gemoeid. Dit heugelijke feit wordt nog steeds jaarlijks gevierd.
Vandaag de dag zijn het paleis, de tuinen en natuurlijk de kerk eigendom van de gemeente.

## Demografische ontwikkeling
Bron: INE, 1857-2011: volkstellingen

## Feestelijkheden
Het kleine dorpje wordt overheerst door vele katholieke tradities en een absolute herinnering aan het verleden die het alledaagse leven duidelijk beïnvloedt. Een typische Spaanse gewoonte is tijdens alle feestelijkheden de hele dag door zeer luide knallen te veroorzaken, die symboliseren kanonschoten. Buiten de bestaande meestal katholieke feesten, zijn er ook een aantal lokale feesten ontstaan:

### Fiesta de San Antón
De patroonheilige "San Antón" op de laatste zondag van januari wordt zeer uitbundig gevierd.

### Semana Santa
Het paasfeest is vanaf Goede Vrijdag duidelijk waar te nemen in het dorp en is zeer belangrijk. Er worden diverse missen gehouden in de kerk met gregoriaanse muziek en koor (zang). Burgemeester Ortuño heeft in 2000 voor dit feest een sculptuur laten maken door Víctor Garcia Villagordo uit Torrevieja.

### Fiestas Patronales
Elk jaar, in de eerste week van september is het stadje acht dagen ondergedompeld in feeststemming, ter ere van de dorpsheilige "La Virgen de Belén" (de maagd van Bethlehem) met op 8 september het hoogtepunt. Een zeer folkloristische gebeurtenis met in het park vele kraampjes met luide muziek, bier en barbecue. De kraampjes zijn elk gehuurd door diverse buurtverenigingen waarvan de leden hun contributie tijdens deze feesten meestal omzetten in bier, wijn en limonade. Vooral de jeugd is er tot diep in de nacht, een week lang, zoet mee.
Deze dorpsheilige stamt uit een 19e-eeuwse mythe die de plantages zou beschermen. In deze periode heeft de gemeentelijke ambtenaren deze dorpsheilige aan de grenzende gemeente Bigastro willen geven, maar er was grote weerstand hiervoor onder de inwoners. Dit volksfeest is dus ter herinnering aan deze overwinning.
De feestweek wordt dagelijks tot in de vroege ochtend vergezeld van een dansfestival in het park. Ook is er verdeeld over de week overdag een missverkiezing, stierenvechten, motorfietsenshow, carnaval, paardendressuur, bloemoffers en een mis.

### El Rosario de la Aurora
Iedere zondag in oktober is er het feest van de "Rozentuin van Aurora", een traditie in de hele streek "Vega Baja" (lage vallei).
Agost · Agres · Aigües · Albatera · Alcalalí · Alcocer de Planes · Alcoleja · Alcoy · Alfafara · Algorfa · Algueña · Alicante · Almoradí · Almudaina · Altea · Aspe · Balones · Banyeres de Mariola · Benasau · Beneixama · Benejúzar · Benferri · Beniarbeig · Beniardá · Beniarrés · Benidoleig · Benidorm · Benifallim · Benifato · Benigembla · Benijófar · Benilloba · Benillup · Benimantell · Benimarfull · Benimassot · Benimeli · Benissa · Benitachell · Biar · Bigastro · Bolulla · Busot · Callosa d'en Sarrià · Callosa de Segura · Calp · Campo de Mirra  · Cañada· Castalla · Castell de Castells · Catral · Cocentaina · Confrides · Cox · Crevillent · Daya Nueva · Daya Vieja · Dénia · Dolores · El Campello · El Castell de Guadalest · El Ràfol d'Almúnia · El Verger · Elche · Elda · Els Poblets · Facheca · Famorca · Finestrat · Formentera del Segura · Gaianes · Gata de Gorgos · Gorga · Granja de Rocamora · Guardamar del Segura · Hondón de las Nieves · Hondón de los Frailes · Ibi · Jacarilla · Jávea · Jijona · L'Alfàs del Pi · L'Alqueria d'Asnar · L'Atzúbia · La Nucia · La Romana · La Vall d'Alcalà · La Vall d'Ebo · La Vall de Laguar · Llíber · Lorcha · Los Montesinos · Millena · Monforte del Cid · Monóvar · Murla · Muro de Alcoy · Mutxamel · Novelda · Ondara · Onil · Orba · Orihuela · Orxeta · Parcent · Pedreguer · Pego · Penàguila · Petrer · Pilar de la Horadada · Pinoso · Planes · Polop · Quatretondeta · Rafal · Redován · Relleu · Rojales · Sagra · Salinas · San Fulgencio · San Isidro · San Miguel de Salinas · San Vicente del Raspeig · Sanet y Negrals · Sant Joan d'Alacant · Santa Pola · Sax · Sella · Senija · Tàrbena · Teulada · Tibi · Tollos · Tormos · Torremanzanas · Torrevieja · Vall de Gallinera · Villajoyosa · Villena · Xaló